# لوئیزمی کزادا
لوییز کزادا یک بازیکن فوتبال دو ملیتی است که در مادرید اسپانیا به دنیا آمده‌است و در تیم ملی فوتبال جمهوری دومینیکن بازی می‌کند. او هم‌اکنون در رئال مادرید بازی می‌کند.
خاوی سانچز اولین گل خود برای رئال مادرید را در یک شانزدهم کوپا دل ری ۲۰۱۹ مقابل ملیا با پاس گل آسنسیو به ثمر رساند.
او همچنین پنالتی زن اصلی کاستیا می‌باشد.
در سال ۲۰۱۹ این بازیکن به مدت یک سال به رئال وایادولید قرض داده شد.